# Yuri Stepanov
Yuri Stepanov (7 de junho de 1967 - 3 de março de 2010) foi um ator russo.